# Финал Кубка СССР по футболу 1984
Финал Кубка СССР по футболу 1984 состоялся 24 июня 1984 года. Победу над ленинградским «Зенитом» одержало в дополнительное время московское «Динамо» со счётом 2:0.

## Путь к финалу
| Динамо Москва | Динамо Москва | Динамо Москва | Зенит (Ленинград) | Зенит (Ленинград) | Зенит (Ленинград) |
| ------------- | ------------- | ------------- | ----------------- | ----------------- | ----------------- |
| Нистру        | 1:0           | 1/16 финала   | 1/16 финала       | Даугава           | 0:3               |
| Днепр         | 1:2           | 1/8 финала    | 1/8 финала        | Арарат            | 3:3, 4:3 (п.)     |
| Черноморец    | 3:1 (д.в.)    | 1/4 финала    | 1/4 финала        | Торпедо Москва    | 0:0, 6:7 (п.)     |
| Динамо Минск  | 0:4           | 1/2 финала    | 1/2 финала        | Факел             | 1:0 (д.в.)        |

## Детали матча
| 24 июня 1984               | \| Динамо М \| 2:0 (д. в.) \| Зенит \| \| Газзаев 97′ · Бородюк 116′ \| Голы \| \| | Стадион: Центральный стадион имени В. И. Ленина, Москва Зрителей: 43 500 Судья: Ромуальдас Юшка (Вильнюс) |
| Динамо М                   | 2:0 (д. в.)                                                                        | Зенит |
| Газзаев 97′ · Бородюк 116′ | Голы                                                                               | |

| Динамо:                                                                           |    |                       |      |      |
|                                                                                   |    |                       |      |      |
| В                                                                                 | 1  | Алексей Прудников     |      |      |
| З                                                                                 | 2  | Игорь Буланов         |      |      |
| З                                                                                 | 3  | Александр Новиков (к) | 87'  |      |
| З                                                                                 | 4  | Владимир Фомичёв      |      |      |
| З                                                                                 | 5  | Александр Головня     | 100' |      |
| П                                                                                 | 6  | Юрий Ментюков         |      |      |
| П                                                                                 | 7  | Ренат Атаулин         |      |      |
| П                                                                                 | 8  | Александр Молодцов    |      | 46'  |
| П                                                                                 | 9  | Александр Бородюк     |      |      |
| П                                                                                 | 10 | Василий Каратаев      |      | 107' |
| Н                                                                                 | 11 | Валерий Газзаев       |      | 117' |
| Запасные:                                                                         |    |                       |      |      |
| П                                                                                 |    | Александр Хапсалис    |      | 46'  |
| З                                                                                 |    | Евгений Милешкин      |      | 107' |
| Н                                                                                 |    | Валерий Матюнин       |      | 117' |
| Тренер:                                                                           |    |                       |      |      |
| Александр Севидов Боковые судьи: И. Тимошенко (Ростов-на-Дону) В. Кузнецов (Омск) |    |                       |      |      |

| Зенит:        |    |                     |      |          |
|               |    |                     |      |          |
| В             | 1  | Михаил Бирюков (к)  |      |          |
| З             | 2  | Анатолий Давыдов    |      |          |
| З             | 3  | Алексей Степанов    |      |          |
| З             | 4  | Сергей Кузнецов     |      |          |
| З             | 5  | Сергей Веденеев     |      |          |
| З             | 6  | Геннадий Тимофеев   | 27'  |          |
| З             | 7  | Владимир Долгополов |      | 46'      |
| П             | 8  | Юрий Желудков       |      |          |
| Н             | 9  | Борис Чухлов        |      |          |
| Н             | 10 | Валерий Брошин      | 110' |          |
| Н             | 11 | Владимир Клементьев |      | 91'      |
| Запасные:     |    |                     |      |          |
| З             |    | Александр Захариков |      | 46'      |
| Н             |    | Сергей Дмитриев     |      | 91' 109' |
| Н             |    | Игорь Комаров       |      | 109'     |
| Тренер:       |    |                     |      |          |
| Павел Садырин |    |                     |      |          |

## Ход матча
15 июня команды встречались в рамках чемпионата страны, и в Москве сыграли нулевую ничью. Перед финалом «Динамо» занимало последнее место в чемпионате, «Зенит» находился на третьем месте и, несмотря на отсутствие в составе из-за травм Юрия Герасимова, Вячеслава Мельникова, Аркадия Афанасьева, Валерия Золина, считался фаворитом матча.
Для ленинградских болельщиков было сформировано четыре дополнительных поезда.
В первые 15 минут встречи команды осваивались, затем стало просматриваться превосходство «Зенита». Брошин вывел на удар Желудкова, но удар с десяти метров пришёлся выше перекладины. Выгодные моменты позже имели Долгополов, Чухлов, Клементьев, но удар Желудкова остался самым острым для ленинградцев во всём матче. Зенитовцы в первом тайме точнее играли в пас, осмысленнее атаковали, в том числе с помощью крайнего защитника Давыдова. «Динамо» в основном защищалось, ведя контратаки с прицелом на Газзаева.
После перерыва динамовцы стали играть быстрее. Трое нападающих «Зенита» оказались лишёнными поддержки, полузащитники оттянулись к своим воротам, команда лишилась преимущества. Комбинация Хапсалис — Газзаев — Хапсалис завершилась прострелом на Газзаева, но Бирюков в броске, лежа, ногой мяч отбил мяч. На 80-й минуте Чухлов сильно пробил в нижний угол, но на удар среагировал Прудников. На 90-й минуте после розыгрыша штрафного Клементьев сбросил мяч Брошину, но его обводящий удар обвёл штангу с внешней стороны.
В начале дополнительного времени у «Зенита» вместо Клементьева вышел Сергей Дмитриев, однако не полностью восстановившегося от травмы нападающего уже на 109 минуте заменил Комаров. На 97 минуте Бородюк, обыграв на левом фланге защитников, пробил вдоль ворот, и Газзаев срезал мяч в угол ворот. Затем уже Газзаев справа, выиграв борьбу у Кузнецова, ударил вдоль ворот, а Бородюк на 116 минуте забил мяч в ближний угол. В самом конце матча Прудников выиграл дуэль у Веденеева.
«Динамо» в шестой раз завоевало кубок. Приз вручали председатель Федерации футбола СССР Борис Топорнин и заместитель начальника Управления футбола Спорткомитета СССР Лев Яшин. На пути к финалу «Динамо» победило чемпионов страны 1982 «Динамо» Минск и 1983 годов «Днепр», а в финале — клуб, ставший чемпионом в 1984 году. Буланов, Атаулин, Фомичёв, Бородюк, Каратаев и игравшие ранее Андрей Шевцов и Александр Уваров стали мастерами спорта. Остальные игроки уже носили это звание.
Капитан команды Александр Новиков и старший тренер Александр Севидов стали двукратными обладателями кубка, выиграв до этого трофей в 1977 году.